# Mosty koło Jabłonkowa
Mosty koło Jabłonkowa (cz. Mosty u Jablunkovaⓘ) – wieś gminna i gmina na Śląsku Cieszyńskim w Czechach, w kraju morawsko-śląskim.

## Geografia
Wieś ulokowała się w szerokim siodle Przełęczy Jabłonkowskiej oraz na jej północnym skłonie, opadającym ko dolinie Olzy. Na terenie gminy znajduje się rezerwat przyrody Vřesová stráň.

## Historia
Nazwa wsi wiąże się ze starym szlakiem handlowym, biegnącym z Węgier przez Przełęcz Jabłonkowską na Śląsk. Dawna droga, zwana "furmańcem", schodziła z przełęczy na pn. wzdłuż potoku Osetnica, płynącego tu zakolami wśród podmokłego gruntu. Aby utrzymać przejezdność drogi, jej odcinek dł. ok. 4 km "moszczono" układanymi w poprzek, jeden przy drugim, drewnianymi dylami. Prace te wykonywali początkowo w ramach powinności na rzecz księcia cieszyńskiego "mościorze" albo "mostorze" z różnych wsi w dolinie Olzy. Po osadzeniu wsi przy tak "wymoszczonym" gościńcu obowiązek wykładania drewnem 2444 sążni traktu spadł na mieszkańców samych Mostów. W latach 1796–1799 wybudowano nową drogę, tzw. "cesarską", biegnącą przez Mosty zboczem ponad lewym brzegiem Osetnicy i nie wymagającą już moszczenia drewnem. Tym niemniej mieszkańców wsi aż do dziś nazywa się w całej okolicy "mościorzami" (nie zaś, zgodnie z regułami językowymi, "mościanami").
Początki wsi wiążą się z wybudowanymi w 1578 r. w obawie przed najazdami tureckimi, na wzgórzu Dziejówka (cz. Dejůvka; 637 m n.p.m.) nieco na południe od siodła Przełęczy Jabłonkowskiej, umocnieniami zwanymi szańcami jabłonkowskimi. Wieś założona została przez księcia cieszyńskiego zapewne w ostatnim dziesięcioleciu XVI w. W urbarzu z 1621 r. podano, że liczyła 26 starych osadników, 7 "nowaków" (nowych osadników) i 3 zupełnie nowo osadzonych. Jej mieszkańcy początkowo trudnili się głównie rolnictwem, a dopiero od poł. XVII w. również szałaśnictwem. Pierwsze wzmianki o hodowli bydła w Mostach pochodzą z 1647 roku; pierwszy szałas dla bydła wałaskiego założył Adam Kohut. Ostatni mostecki szałas „Na Beskidzie” (pod Wielkim Połomem) działał jeszcze w latach 20. XX wieku.
Najstarsza pieczęć gminna pochodzi z 1767 roku, a widniejący na niej lemiesz pługa potwierdza dawne rolnicze tradycje Mostów. W 1776 roku we wsi założono karczmę zwaną Szura, w 1785 roku parafię rzymskokatolicką, a w 1786 – szkołę katolicką. Według austriackiego spisu ludności z roku 1910 żyło w Mostach 2115 osób, z tego 2080 (98,4%) deklarowało używanie języka polskiego, 7 (0,3%) – czeskiego, a 27 (1,3%) - niemieckiego.
W 1938 r. miejscowość wraz z Zaolziem została przyłączona do Polski. Nocą z 25 na 26 sierpnia 1939 r., na miejscową stację kolejową i tunel pod Przełęczą Jabłonkowską napadła z terenu Słowacji niemiecka bojówka pod dowództwem Hansa Albrechta Herznera. Z racji tego "Incydentu jabłonkowskiego" Mosty uznawane są za miejscowość, w której praktycznie rozpoczęła się II wojna światowa.
W pd. części wsi, w osiedlu zwanym Szańce, pozostałości wspomnianych wyżej umocnień. We wsi znajduje się kościół św. Jadwigi z 1768 roku, a na szańcach kaplica św. Piotra i Pawła.
Do 2007 r. w Mostach zlokalizowane było także drogowe i kolejowe przejście graniczne na Słowację.
Początkowo miejscowa ludność używała nazw Mosty i Mosty Jabłonkowskie, natomiast w języku niemieckim na pierwszych pieczęciach gminnych występowała nazwa Mosty bey Gablunkau, później wraz ze zmianą pisowni Mosty bei Jablunkau, dopiero w okresie II wojny światowej zaczęto używać Mosty in den Beskiden.

## Urodzeni w Mostach koło Jabłonkowa
- Jan Martinek (ur. 9 maja 1862, zm. 1920), nauczyciel, działacz społeczny[7]
- Franciszek Pokorny (ur. 15 czerwca 1891, zm. 22 listopada 1966 w Edynburgu) – podpułkownik dyplomowany piechoty Wojska Polskiego

## Galeria

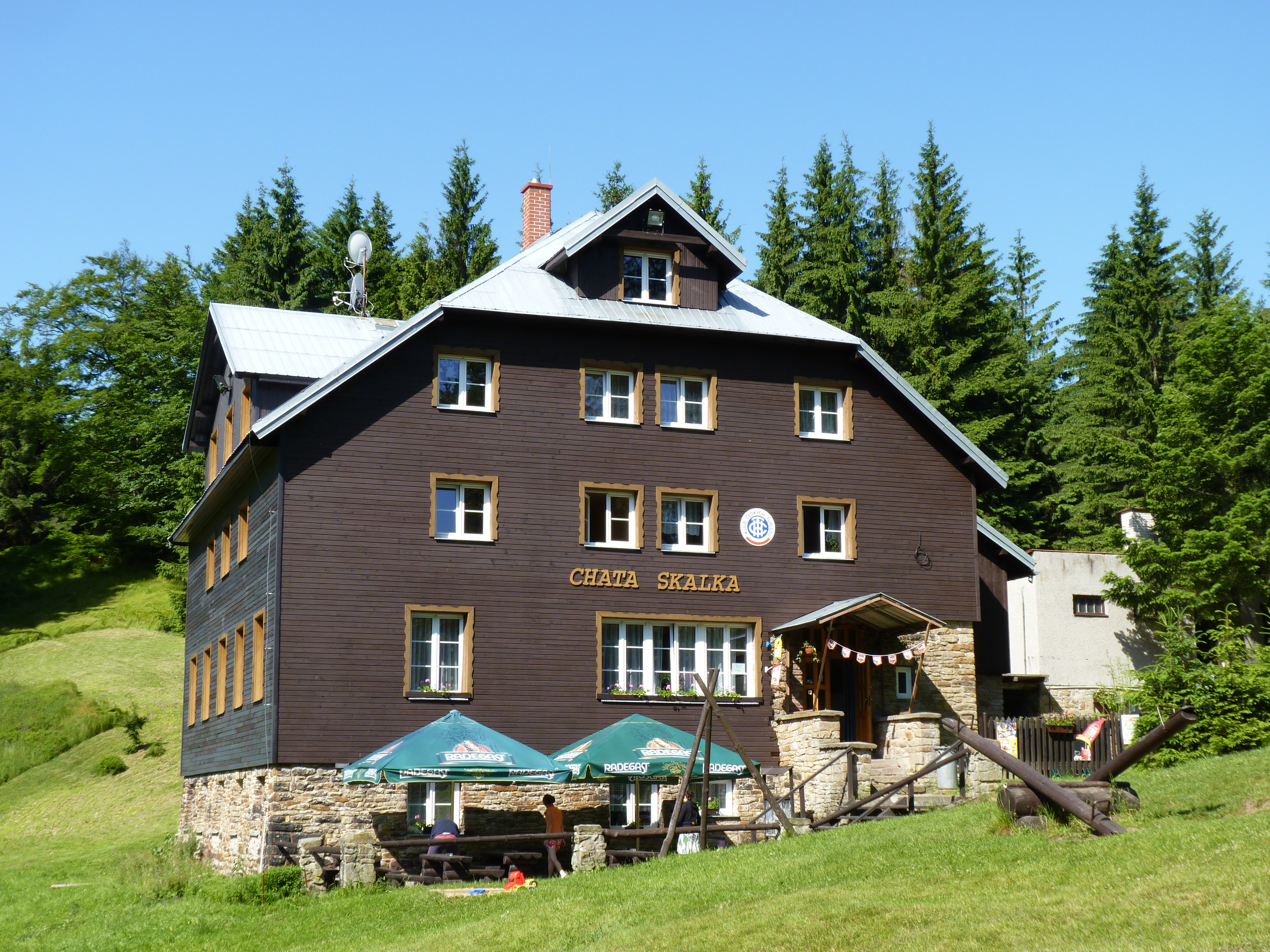
Schronisko Skalka
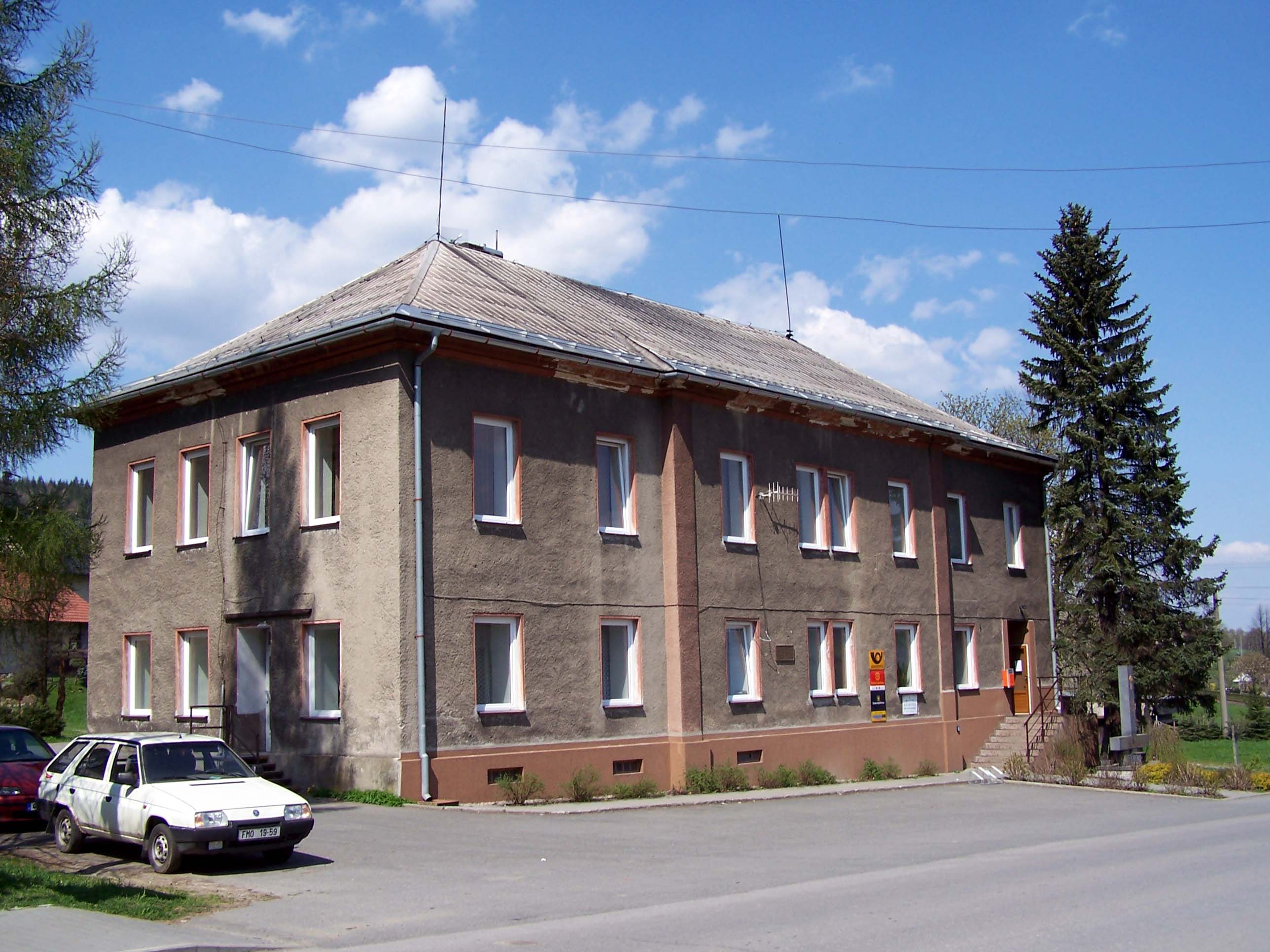
Poczta
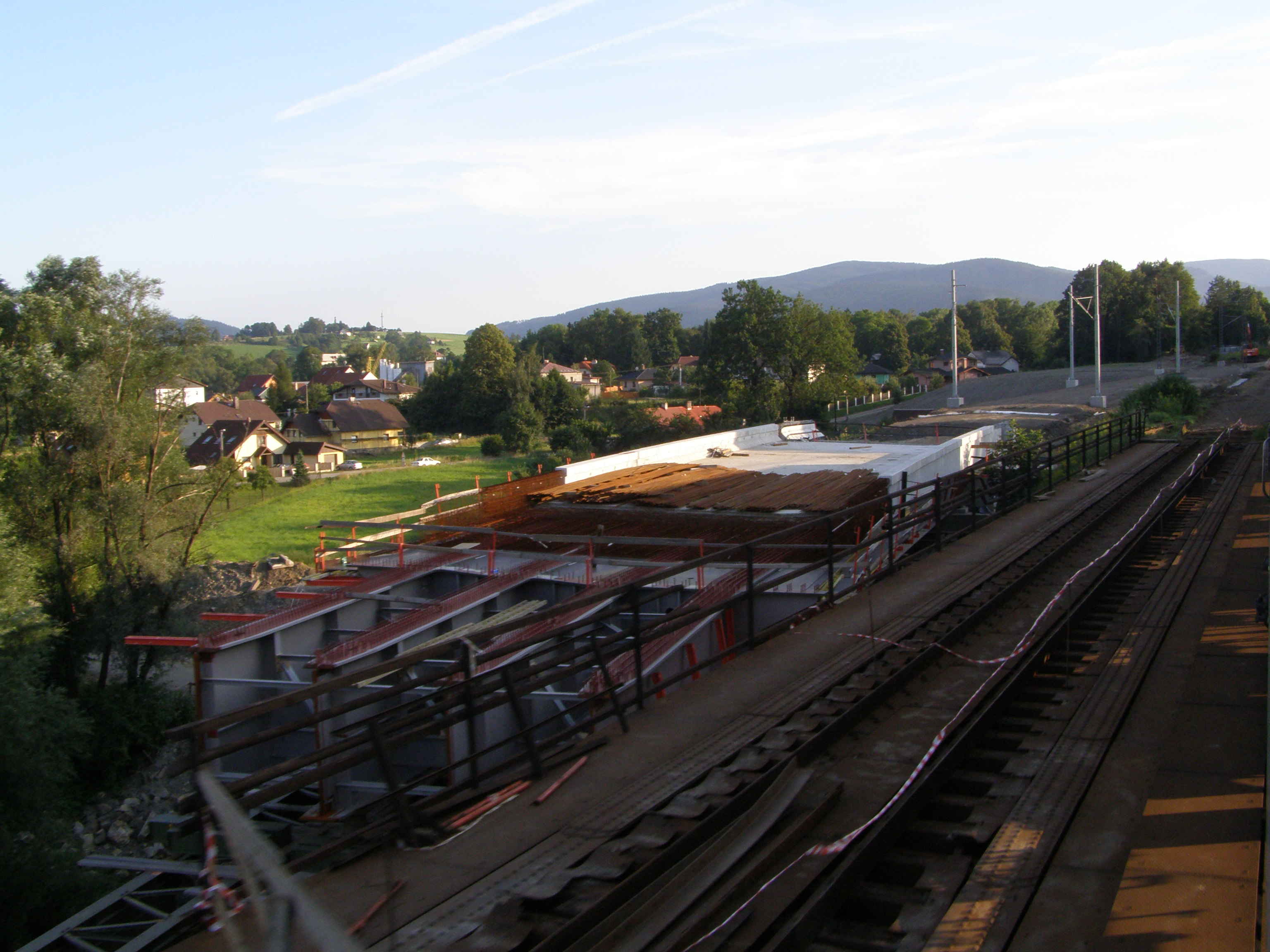
Budowa nowego tunelu
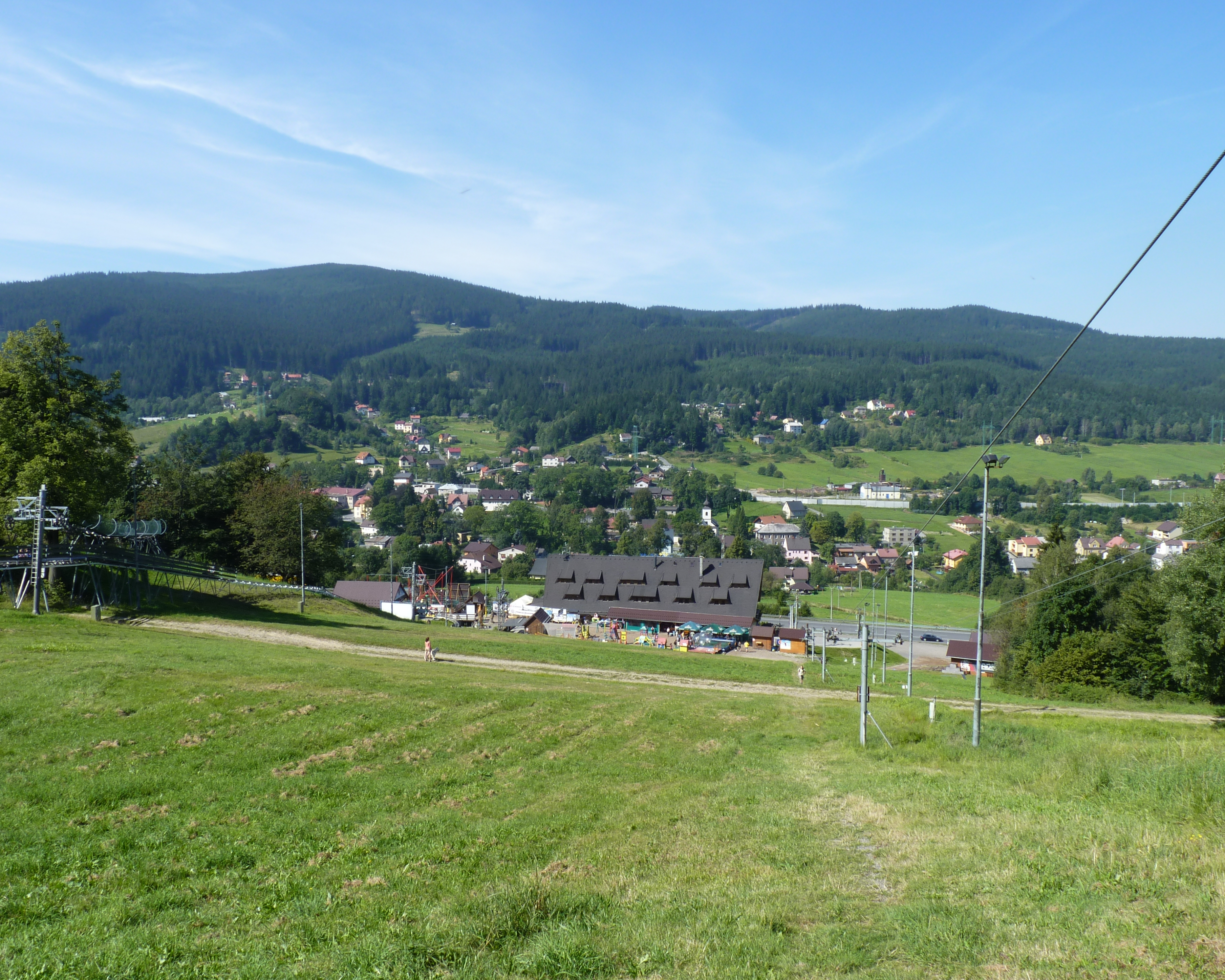
Panorama
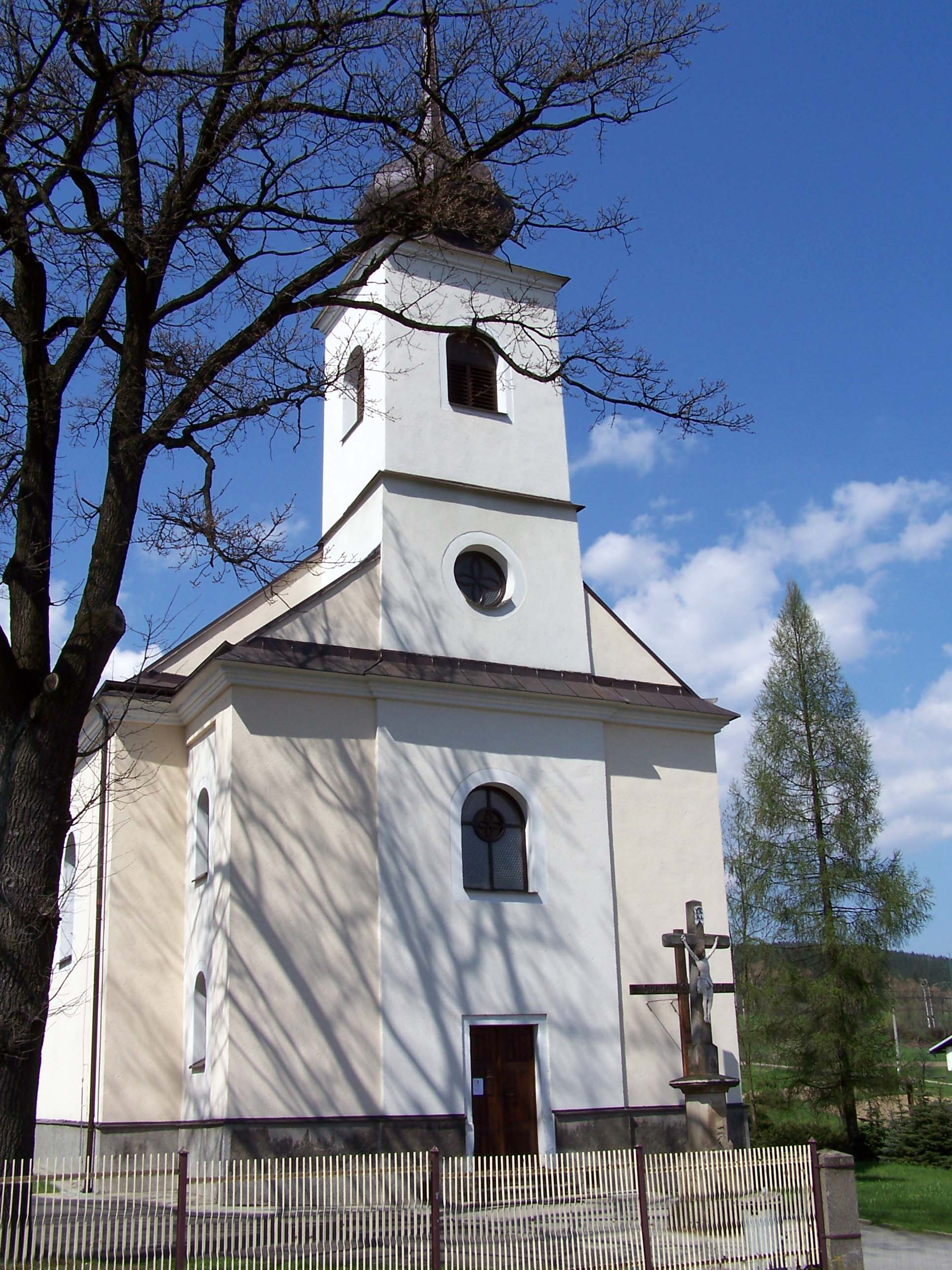
Kościół św. Jadwigi Śląskiej